# Gensō Okuda
Gensou Okuda (奥田元宋) (6 juillet 1912 - 15 février 2003), est un des peintres nihonga les plus réputés de l'ère Showa. Il donne son nom à un pigment, le « genso rouge ».
Okuda est né dans la préfecture d'Hiroshima dans ce qui est à présent la ville de Miyoshi. Son nom original s'écrit avec les caractères 厳三.

## Œuvres notables
- Crépuscule à Matsushima (松島暮色?), 1 panneau, 77,6 × 167,1 cm (1976)
- Scintillement printanier au brd du lac (湖畔春耀?), 1 panneau, 89,0 × 105,6 cm (1986)

## Source de la traduction
- (en) Cet article est partiellement ou en totalité issu de l’article de Wikipédia en anglais intitulé « Gensou Okuda » (voir la liste des auteurs).